# Kroatische Eishockeyliga 2018/19
Die Saison 2018/19 war die 28. Spielzeit der kroatischen Eishockeyliga, der höchsten kroatischen Eishockeyspielklasse. Es nahmen sechs Mannschaften teil, Meister wurde KHL Zagreb.

## Teilnehmer
Die Gruppe A umfasste die drei Teilnehmer der International Hockey League 2018/19:
| Mannschaft       | Stadt  | Heimarena         | Kapazität |
| ---------------- | ------ | ----------------- | --------- |
| KHL Medveščak II | Zagreb | Dom športova      | 6.358     |
| KHL Mladost      | Zagreb | Dvorana Velesajam | 1.000     |
| KHL Zagreb       | Zagreb | Dvorana Velesajam | 1.000     |

Die Gruppe B umfasste folgende drei Mannschaften:
| Mannschaft      | Stadt  | Heimarena        | Kapazität |
| --------------- | ------ | ---------------- | --------- |
| KHL Kuna Zagreb | Zagreb | wechselnd        |           |
| KHL Sisak       | Sisak  | Klizalište Zibel | 1.000     |
| HK Siscia       | Sisak  | Klizalište Zibel | 1.000     |

## Modus
Die Clubs der Gruppe A nahmen an der International Hockey League teil. Die Reihenfolge ihrer Endplatzierung bestimmte die Reihung der Mannschaften für die Play-offs.
Die Mannschaften der Gruppe B spielten eine Eineinhalbfachrunde (jeder dreimal gegen jeden anderen). Der Sieger der Runde qualifizierte sich für die Play-offs.

## Vorrunde Gruppe B
| Platz | Team      | Sp. | S | N | Tore  | Pkt. |
| ----- | --------- | --- | - | - | ----- | ---- |
| 1     | KHL Kuna  | 6   | 4 | 2 | 53:27 | 12   |
| 2     | KHL Sisak | 6   | 4 | 2 | 54:33 | 12   |
| 3     | HK Siscia | 6   | 1 | 5 | 09:56 | 03   |

Von den neun angesetzten Spielen wurden vier Spiele – unter anderem wegen Nichantritt – nachträglich gewertet: Sisica-Kuna (5:0), Kuna-Sisak (0:5), Sisak-Sisica (5:0), Sisica-Siak (0:5).

## Play-offs
|  | Halbfinale | Halbfinale | Halbfinale |  |  | Finale | Finale     | Finale |
|  |            |            |            |  |  |        |            |        |
|  |            |            |            |  |  |        |            |        |
|  | 1          | KHL Zagreb | 2          |  |  |        |            |        |
|  | 4          | Kuna       | 0          |  |  |        |            |        |
|  |            |            |            |  |  |        | KHL Zagreb | 3      |
|  |            |            |            |  |  |        | Medveščak  | 2      |
|  | 2          | Medveščak  | 2          |  |  |        |            |        |
|  | 3          | Mladost    | 0          |  |  |        |            |        |
|  |            |            |            |  |  |        |            |        |

### Halbfinale
|                                   | Serie | 1                          | 2                          | 3 |
| --------------------------------- | ----- | -------------------------- | -------------------------- | - |
| KHL Zagreb – KHL Kuna             | 2-0   | 29.02. 3:1 (1:0, 1:0, 1:1) | 28.02. 8:4 (2:2, 1:1, 1:5) | – |
| Medveščak Zagreb II – KHL Mladost | 2-0   | 05.03. 5:3 (2:1, 2:1, 1:1) | 07.03. 4:1 (2:1, 0:0, 2:0) | – |

### Finale
|                        | Serie | 1                                  | 2                          | 3                          | 4                                  | 5                          |
| ---------------------- | ----- | ---------------------------------- | -------------------------- | -------------------------- | ---------------------------------- | -------------------------- |
| KHL Zagreb – Medveščak | 3-2   | 18.03. 2:3 OT (1:1, 1:1, 0:0, 0:1) | 22.03. 5:4 (2:0, 1:1, 2:3) | 25.03. 4:0 (0:0, 1:0, 3:0) | 27.03. 4:5 OT (1:2, 2:1, 1:1, 0:1) | 28.03. 4:1 (1:0, 1:0, 2:1) |